# Sylva Née
Sylva Née est une joueuse de handball de Côte d'Ivoire.

## Clubs
- Saint-Étienne Andrézieux HB

## Palmarès
- L'équipe nationale féminine de Côte d'Ivoire a été finaliste de la CAN en 2008.